# Qalb
qalb (قلب) è un termine arabo che significa "cuore". È il secondo dei sei centri sottili (Lataif-e-sitta) nella filosofia sufi.

## Sedici fasi del Qalb placato
Per raggiungere la purezza del cuore (Tasfiya-e-Qalb), il fedele deve raggiungere i seguenti sedici obiettivi.
1. Zuhd o astinenza dal male
2. Taqwa o evitare ciò che sembra male
3. War'a
4. Tawakkul o essere contento di qualsiasi cosa Dio doni
5. Sabr o pazienza per qualsiasi cosa Dio faccia
6. Shukr o gratitudine per qualsiasi cosa Dio doni
7. Raza o ricerca della felicità di Dio
8. Khauf o paura dell'ira di Dio
9. Rija o speranza per la benedizione di Dio
10. Yaqin o completa fede in Dio
11. Ikhlas o purezza nelle intenzioni
12. Sidq o caricarsi di fede in Dio
13. Muraqaba o totale concentrazione su Dio
14. Khulq or umiltà per Dio
15. Dhikr o ricordo di Dio
16. Khuloot o isolamento da qualsiasi cosa eccetto Dio